# Мониторы типа «Азов»
Монито́ры ти́па «Азо́в» — серия из пяти мониторов, отличавшихся друг от друга, построенных в начале XX века для Австро-Венгерского и Румынского флотов.
Позже некоторые корабли входили в состав флотов Румынии, а затем и Советского Союза.

## История
Для военных флотов Австро-Венгрии и Румынии в начале XX века на верфях Австро-Венгрии построены шестнадцать типовых мониторов. Семь мониторов после окончания Первой мировой войны оказались в Румынии, на стороне которой и вступили во Вторую мировую войну. В июне 1941 года корабли участвовали в боях против советской Дунайской флотилии, а 26 августа 1944 года пять оставшихся капитулировали в районе Измаила и 10 ноября вошли в советскую Дунайскую флотилию под новыми названиями. «Азов» и «Керчь» участвовали в поддержке наступающих вдоль Дуная советских войск в 1945 году.

## Список кораблей
Список мониторов типа «Азов» с указанием дат и мест строительства и спуска на воду
| Первоначальное название | Советское наименование | Дата закладки | Место строительства | Верфь                            | Спуск на воду | Вошёл в строй |
| ----------------------- | ---------------------- | ------------- | ------------------- | -------------------------------- | ------------- | ------------- |
| Ion C. Bratianu         | «Азов»                 | 1906          | Триест              | Stabilimento Tecnico Triestino   | 1907, Галац   | 1907          |
| Alexandru Lachovari     | «Мариуполь»            | 1906          | Триест              | Stabilimento Tecnico Triestino   | 1907, Галац   | 1907          |
| Temes                   | «Бердянск»             | 30.01.1903    | Будапешт            | Danubius Schenischen Hartmann AG | 26.03.1904    | 15.04.1904    |
| Sava                    | «Измаил»               | 1914          | Линц                | Austria Werft                    | 31.05.1915    | 15.09.1915    |
| Inn                     | «Керчь»                | Ноябрь 1913   | Будапешт            | Hanz&Co Danubius                 | 25.02.1915    | 11.04.1915    |

## Основные технические характеристики на 1945 год
| Наименование корабля | Водоизмещение, нормальное/полное, тонн | Главные резмерения длина/ширина/осадка, метров | Высота над ватерлинией верхней палубы/палубы бака/палубы юта/ходового мостика/клотика, м | Наибольшая скорость хода, узлы (км/ч) | Дальность плавания при скорости 9,7/8/5,4 узлов, миль |
| -------------------- | -------------------------------------- | ---------------------------------------------- | ---------------------------------------------------------------------------------------- | ------------------------------------- | ----------------------------------------------------- |
| «Измаил»             | 550 / *                                | 62,15 / 10,5 / 1,68                            | 0,77 / 1,21 / 0,71 / * / *                                                               | 11,8 (21,8)                           | * / * / *                                             |
| «Керчь»              | 720 / 770                              | 62 / 10,5 / 1,8                                | 0,75 / 1,0 / 0,5 / 4,75 / 13,25                                                          | 12,2 (22,5)                           | 700 / 900 / *                                         |
| «Азов»               | 700 / 750                              | 62 / 10,5 / 1,76                               | 0,75 / 1,0 / 0,5 / 4,5 / 12,5                                                            | 13,5 (25)                             | 1500 / * / *                                          |
| «Мариуполь»          | * / 650                                | 63,5 / 10,3 / 1,9                              | 0,65 / 0,85 / 0,5 / * / *                                                                | 10,8 (20)                             | 800 / 1200 / *                                        |
| «Бердянск»           | * / 650                                | 59,0 / 9,5 / 1,61                              | 1,65 / 1,02 / 0,44 / 4,25 / 11,25                                                        | 9,7 (18)                              | * / 500 / 1000                                        |

## Оборудование и вооружение[3]
| Оборудование и вооружение | «Измаил»                                         | «Керчь»                                         | «Азов»                                           | «Мариуполь»                                      | «Бердянск»                                       |
| ------------------------- | ------------------------------------------------ | ----------------------------------------------- | ------------------------------------------------ | ------------------------------------------------ | ------------------------------------------------ |
| Магнитные компасы         | 127-мм — 1                                       | 127-мм — 1                                      | 127-мм — 1                                       | 75-мм — 1                                        | 127-мм — 1                                       |
| лоты                      | ручные                                           | ручные                                          | ручные                                           | ручные                                           | ручной                                           |
| АУ главного калибра       | 2 × 2 (2 двуствольных) 120-мм                    | 2 × 2 120-мм                                    | 3 × 1 120-мм                                     | 3 × 1 120-мм                                     | 3 × 1 120-мм                                     |
| БК АУ главного калибра    | *                                                | 600 выстрелов, 24 в кранцах                     | 586 выстрелов                                    | 556 выстрелов, 22 в кранцах                      | 450 выстрелов + 66 в перегруз                    |
| ЗАУ                       | 5 37-мм 70-К, 2 20-мм «Эрликон»                  | 5 37-мм 70-К, 2 20-мм «Эрликон»                 | 5 37-мм 70-К, 2 20-мм «Эрликон»                  | 5 37-мм 70-К, 4 20-мм «Эрликон»                  | 5 37-мм 70-К, 4 20-мм «Эрликон»                  |
| Зенитные пулемёты         | 4 12,7-мм ДШК                                    | 4 12,7-мм ДШК                                   | 4 12,7-мм ДШК                                    | —                                                | —                                                |
| Экипаж, чел               | 9 офицеров, 23 старшины, 83 матроса, всего — 125 | 8 офицеров, 34 старшины, 91 матрос, всего — 133 | 9 офицеров, 35 старшин, 75 матросов, всего — 119 | 9 офицеров, 35 старшин, 75 матросов, всего — 119 | 9 офицеров, 35 старшин, 85 матросов, всего — 129 |

## Силовая установка
На мониторах типа «Азов» использовалась паровые машины с паровыми котлами системы Ярроу. На каждый корабль устанавливалось две машины мощностью 700 («Бердянск»), 800 («Измаил», «Керчь») и 900 («Азов», «Мариуполь») л. с. В качестве движителя выступала пара четырёхлопастных («Измаил», «Керчь», «Мариуполь») или трёхлопастных («Азов», «Бердянск») гребных винтов. Топливо — мазут.

## Прочие элементы